# Bogdan Marciniec
Bogdan Józef Marciniec (ur. 4 lutego 1941 w Seceminie koło Kielc) – polski naukowiec, chemik, profesor, rektor Uniwersytetu im. Adama Mickiewicza w Poznaniu w latach 1988 – 1990, członek rzeczywisty Polskiej Akademii Nauk.

## Kariera naukowa
W 1963 ukończył studia chemiczne na Uniwersytecie im Adama Mickiewicza w Poznaniu.  Stopień doktora nauk chemicznych uzyskał w 1970, a w 1975 doktora habilitowanego. W 1986 otrzymał tytuł profesora nauk chemicznych. Od 1991 zatrudniony na stanowisku profesora zwyczajnego. W latach 1988–1990 pełnił funkcję rektora Uniwersytetu im. Adama Mickiewicza w Poznaniu.
Autor lub współautor 14 książek (9 w języku angielskim), 330 publikacji lub rozdziałów, 120 patentów lub zgłoszeń patentowych, 42 technologii (14 wdrożonych produkcyjnie). Członek Mirror Group Europejskiej Platformy Zrównoważonej Chemii. Członek kadry naukowej polskiego wydania Encyklopedii Britannica.
W swoich działaniach dużą wagę przykładał do łączności nauki ze środowiskiem, szczególnie gospodarką. Zainicjował powstanie Stowarzyszenia Absolwentów UAM i Fundacji UAM. Za jego kadencji (w 1990) uniwersytet przejął budynek po Komitecie Wojewódzkim PZPR przy ul. Święty Marcin (wówczas Armii Czerwonej), gdzie ulokowano siedzibę Wydziału Historycznego (Collegium Historicum).
Należy do światowej rangi specjalistów w zakresie chemii krzemu (również germanu i boru) oraz katalizy metaloorganicznej. Rozwija twórczo nowe metody syntezy związków krzemoorganicznych, m.in. hydrosililowanie katalizowane kompleksami metali (wdrożone przemysłowo). Autor pierwszego na świecie całościowego opracowania procesu hydrosililowania. Wprowadził do literatury światowej termin silicometalics (związki zawierające wiązanie metal-krzem). Odkrył reakcje sprzęgania olefin z winylosilanami, co wykorzystano w opracowywaniu syntez i technologiach małotonażowych. 

### Członkostwo
- w latach 70. XX w. członek egzekutywy Komitetu Zakładowego PZPR UAM[2]
- od 1988 Członek IUPAC
- od 1994 Członek korespondent Polskiej Akademii Nauk
- od 1995 Członek Prezydium Oddziału PAN w Poznaniu
- od 1995 Członek New York Academy
- 1996-2007 Przewodniczący Komitetu Narodowego IUPAC
- 1993-1996 Wiceprzewodniczący Komitetu Chemii PAN
- 1996-2007 Przewodniczący Komitetu Chemii PAN
- 1994-2000 Członek Komitetu Badań Naukowych
- 1997-2000 Wiceprzewodniczący Komitetu Badań Naukowych
- 1997-2000 Przewodniczący Komisji Badań Stosowanych KBN
- od 1999 Członek American Chemical Society
- 2000-2012 Członek Centralnej Komisji ds. tytułu i stopni naukowych (2011-2012 Przewodniczący Sekcji 5)
- 2001-2005 Członek Prezydium Akademii Inżynierskiej w Polsce[3]
- 2002-2011 Członek Prezydium Polskiej Akademii Nauk
- od 2005 Przedstawiciel polskiego Rządu w Mirror Group Europejskiej Platformy Technologicznej Zrównoważonej Chemii (European Technology Platform for Sustainable Chemistry)
- 2005-2008 Wiceprzewodniczący Komitetu Polityki Naukowej i Naukowo-Technicznej Rady Nauki MNiSzW
- od 2009 Członek rzeczywisty Europejskiej Akademii Umiejętności (European Academy Science, Arts and Letters)
- od 2010 Członek rzeczywisty Polskiej Akademii Nauk

### Pełnione funkcje
- 1976-1977 Kierownik Pracowni Chemii Krzemu
- 1977-1987 Kierownik Zakładu Fizycznej Chemii Nieorganicznej
- 1978-1981 Wicedyrektor Instytutu Chemii (na prawach prodziekana)
- 1987-2011 Kierownik Zakładu Chemii Metaloorganicznej
- 1985-1988 Dziekan Wydziału Chemii Uniwersytetu im. A. Mickiewicza
- 1988-1990 Rektor Uniwersytetu im. Adama Mickiewicza
- 1995-2015 Dyrektor Poznańskiego Parku Naukowo-Technologicznego Fundacji UAM
- od 2000 Dyrektor Centrum Chemii Krzemu (Centrum Doskonałości)
- 2001-2015 Prezes Fundacji Uniwersytetu im. A. Mickiewicza
- 2004-2017 Dyrektor Centrum Zaawansowanych Technologii UAM Poznań
- od 2006 Koordynator Wielkopolskiego Centrum Zaawansowanych Technologii w Poznaniu

## Wybrane publikacje
- B. Marciniec, J. Guliński, W. Urbaniak, Z. W. Kornetka: Comprehensive Handbook on Hydrosilylation. B. Marciniec (red.). Oxford: Pergamon Press, 1992. ISBN 978-0-08-040272-7. Brak numerów stron w książce
- Bogdan Marciniec. Catalysis by transition metal complexes of alkene silylation – recent progress and mechanistic implications. „Coordination Chemistry Reviews”. 249 (21–22), s. 2374-2390, 2005. DOI: 10.1016/j.ccr.2005.02.025.
- Bogdan Marciniec, Beata Dudziec, Ireneusz Kownacki. A New Catalytic Route for the Activation of sp-Hybridized Carbon–Hydrogen Bonds. „Angewandte Chemie International Edition”. 45 (48), s. 8180-8184, 2006. DOI: 10.1002/anie.200603582. PMID: 17120283.
- B. Marciniec, P. Pawluć, C. Pietraszuk: Inorganometallic Chemistry, in Inorganic Chemistry, and Bio-Inorganic Chemistry. W: Encyclopedia of Life Support Systems (EOLSS). I. Bertini (red.). 2007. Brak numerów stron w książce
- Bogdan Marciniec. Catalytic Coupling of sp2- and sp-Hybridized Carbon−Hydrogen Bonds with Vinylmetalloid Compounds. „Accounts of Chemical Research”. 40 (10), s. 943-952, 2007. DOI: 10.1021/ar700116f. PMID: 17937482.
- Bogdan Marciniec, Karol Szubert, Marek J. Potrzebowski, Ireneusz Kownacki i inni. Synthesis, Characterization, and Catalytic Activity of a Well-Defined Rhodium Siloxide Complex Immobilized on Silica. „Angewandte Chemie International Edition”. 47 (3), s. 541-544, 2008. DOI: 10.1002/anie.200704362. PMID: 18058970.
- B. Marciniec, H. Maciejewski, C. Pietraszuk, P. Pawluć: Hydrosilylation. A Comprehensive Review on Recent Advances. B. Marciniec (red.). Springer, 2009. DOI: 10.1007/978-1-4020-8172-9. ISBN 978-1-4020-8171-2. Brak numerów stron w książce

## Nagrody i wyróżnienia

### Nagrody
- nagroda Prezesa Rady Ministrów za wybitne osiągnięcie naukowe (2001)[4]
- nagroda Ministra Nauki i Szkolnictwa Wyższego w kategorii Badania na rzecz nauki (2009)[5]
- Nagroda Fundacji na rzecz Nauki Polskiej  za odkrycie nowych reakcji i nowych katalizatorów procesów prowadzących do wytwarzania materiałów krzemoorganicznych o znaczeniu przemysłowym (2009)
- Perła Honorowa Polskiej Gospodarki w kategorii nauka (2009)[6]
- Nagrody Ministra Edukacji Narodowej (Ministra Nauki i Szkolnictwa Wyższego)[4]
  - I stopnia 1988, 1989, 1990, 1993, 1996, 2004 (zespołowa)
  - II stopnia 1982
  - III stopnia 1971, 1976, 1983

### Odznaczenia i wyróżnienia
- Medal Komisji Edukacji Narodowej (1988)[4]
- Krzyż Kawalerski Orderu Odrodzenia Polski (1989)[4]
- Krzyż Komandorski Orderu Odrodzenia Polski (1998)[4]
- Krzyż Komandorski z Gwiazdą Orderu Odrodzenia Polski (2011)[7]
- Medal Jędrzeja Śniadeckiego Polskiego Towarzystwa Chemicznego    (2002)[4]
- Godność „Lidera Pracy Organicznej” przyznana przez Towarzystwo im. Hipolita Cegielskiego (2004)[4]
- Laureat nagrody Fundacji na rzecz Nauki Polskiej (2009)[8]
- Medal im. prof. Wojciecha Świętosławskiego za zasługi dla Stowarzyszenia Inżynierów i Techników Przemysłu Chemicznego (2007)[4][9]
- Doktorat honoris causa Politechniki Łódzkiej (2013)[10]
- Złoty Hipolit (2014)[11]
- tytuł Ambasadora Marki Wielkopolski przyznany 23 marca 2015[12]
- Palmae Universitatis Studiorum Posnaniensis (2016)[13]